# Odontophrynus occidentalis
Odontophrynus occidentalis är en groddjursart som först beskrevs av Berg 1896.  Odontophrynus occidentalis ingår i släktet Odontophrynus och familjen Cycloramphidae. IUCN kategoriserar arten globalt som livskraftig. Inga underarter finns listade i Catalogue of Life.